# Ștefanca (Maros megye)
Ștefanca falu Romániában, Maros megyében.

## Története
Mezőméhes község része. A trianoni békeszerződésig Torda-Aranyos vármegye Marosludasi járásához tartozott.

## Népessége
2002-ben 47 lakosa volt, ebből 47 román nemzetiségű.

## Vallások
A falu lakói közül 47-en ortodox hitűek.